# Мамаїв курган
Мамаїв курган — височина на правому березі річки Волга в Центральному районі міста Волгоград, де під час Сталінградської битви відбувалися запеклі бої (особливо у вересні 1942 року і в січні 1943 року) тривалістю 200 днів.
Контроль за «висотою 102,0», як позначався Мамаїв курган на військових мапах, неодноразово переходив від радянських військ до німецьких і навпаки, оскільки займав чільну позицію над центральною частиною Сталінграда і Волгою. Бої в районі Мамаєва кургану вели німецькі війська під командуванням генерала Вальтера фон Зейдліц-Курцбаха, який після здачі в полон радянським військам очолив антигітлерівську організацію «Вільна Німеччина».

## Етимологія назви
Назва «Мамаїв курган» відомо здавна. Найімовірніше, назва не має ніякого відношення до полководця Мамая.
Утім, багато хто вважає, що в місті існувала застава хана Мамая, і курган носить саме його ім'я.

## Пам'ятник-ансамбль «Героям Сталінградської битви»
Основні композиції:

- Вступна композиція-горельєф «Пам'ять поколінь»
- Алея пірамідальних тополь
- Площа тих, хто стояли на смерть
- Стіни-руїни
- Площа Героїв
- Монументальний рельєф
- Зал Військової слави
- Площа Скорботи
- Головний монумент «Батьківщина-мати кличе!»
- Військове меморіальне кладовище
- Меморіальний дендропарк біля підніжжя Мамаєва кургану.

Мамаєв Курган на правому березі річки Волги

Під керівництвом скульптора Є. В. Вучетича на Мамаєвому кургані споруджений пам'ятник-ансамбль «Героям Сталінградської битви» (1959—1967).
Від площі Скорботи починається підйом на вершину кургану до підніжжя головного монумента — «Батьківщина-мати кличе!». Уздовж серпантину, в пагорбі, перепоховано останки 34 505 вояків-захисників Сталінграда, а також 35 гранітних надгробків Героїв Радянського Союзу, учасників Сталінградської битви.
Скульптура «Батьківщина-мати кличе!» є композиційним центром усього ансамблю. Це — жінка, що тримає в руці меч, яка стоїть в позі заклику до боротьби. Висота статуї 85 м разом з мечем і 52 м без меча.
«Батьківщина-мати» зроблена з блоків залізобетону — 5500 тонн бетону і 2400 тонн металевих конструкцій (без підґрунтя, на якому вона стоїть). Меч завдовжки 33 метри і вагою 14 тонн зроблений з фторованої сталі. На ньому є отвори для зменшення натиску вітру. Статуя стоїть на плиті заввишки всього 2 метри, яка покоїться на головному фундаменті. Цей фундамент висотою 16 метрів, проте його майже не видно — більша його частина прихована під землею. Статуя стоїть вільно на плиті, як шахова фігура на дошці.
Складні розрахунки стійкості цієї конструкції виконані доктором технічних наук М. В. Нікітіним — автором розрахунку стійкості Останкінської телевежі. Вночі статуя освітлюється прожекторами.
Від підніжжя кургану до його вершини налічується 200 — по числу днів Сталінградської битви — гранітних сходинок висотою 15 см, шириною 35 м.
Первинний проект передбачав будівництво другої черги ансамблю — від проспекту Леніна до Волги. 1968 року за розпорядженням облвиконкому під цю мету було відведено ділянку від проспекту Леніна до берега Волги. Від проспекту Леніна до Волги повинна була розташуватися пішохідна алея, стели з назвами всіх частин радянської армії, які взяли участь у Сталінградській битві.
Пам'ятник-ансамбль «Героям Сталінградської битви» 31 січня 2008 року був включений до переліку федеральних пам'ятників і з того часу перебуває у федеральній власності. Для передачі у відання Роскультури його об'єднали з музеєм-панорамою «Сталінградська битва». Директором державної установи призначений Олександр Величкін, який багато років очолював обласний комітет з культури.
У лютому 2008 року дирекцією було оголошено про проект з будівництва нового виставкового залу та огорожі всього комплексу, можливо, з введенням плати за вхід.
12 червня 2008 на Красній площі в Москві було підбито підсумки конкурсу «7 чудес Росії». За результатами голосування Мамаїв курган увійшов до числа семи російських чудес.
У листопаді 2010 року стало відомо про те, що Постановою Адміністрації Волгограда № 26-98 однією з фірм на підставі рішення Арбітражного суду Волгоградської області була виділена в оренду на п'ять років ділянка під будівництво багатоповерхових житлових будинків по вулиці Чуйкова. За деякими даними, проект передбачає будівництво житлових будинків висотою до 23 поверхів, що може негативно позначитися на зовнішньому вигляді Пам'ятника-ансамблю «Героям Сталінградської битви».
1 грудня 2010 року розформована 46-та окрема стрілецька рота (почесної варти) на Мамаєвому кургані. Це рішення було прийнято «на виконання директив Міністра оборони РФ … з метою вдосконалення організаційних структур сполук військового округу…». До цього моменту рота почесної варти підпорядковувалася штабу Південного військового округу, а з 1 грудня 2010 року вона наказом Генштабу ЗС РФ переведена в підпорядкування командира військової частини № 22220, увійшла до складу 20-ї мотострілецької бригади.

## Галерея

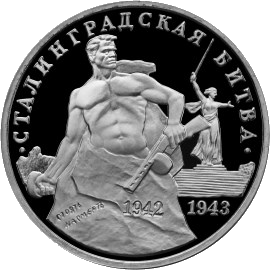
Монета Банку РФ
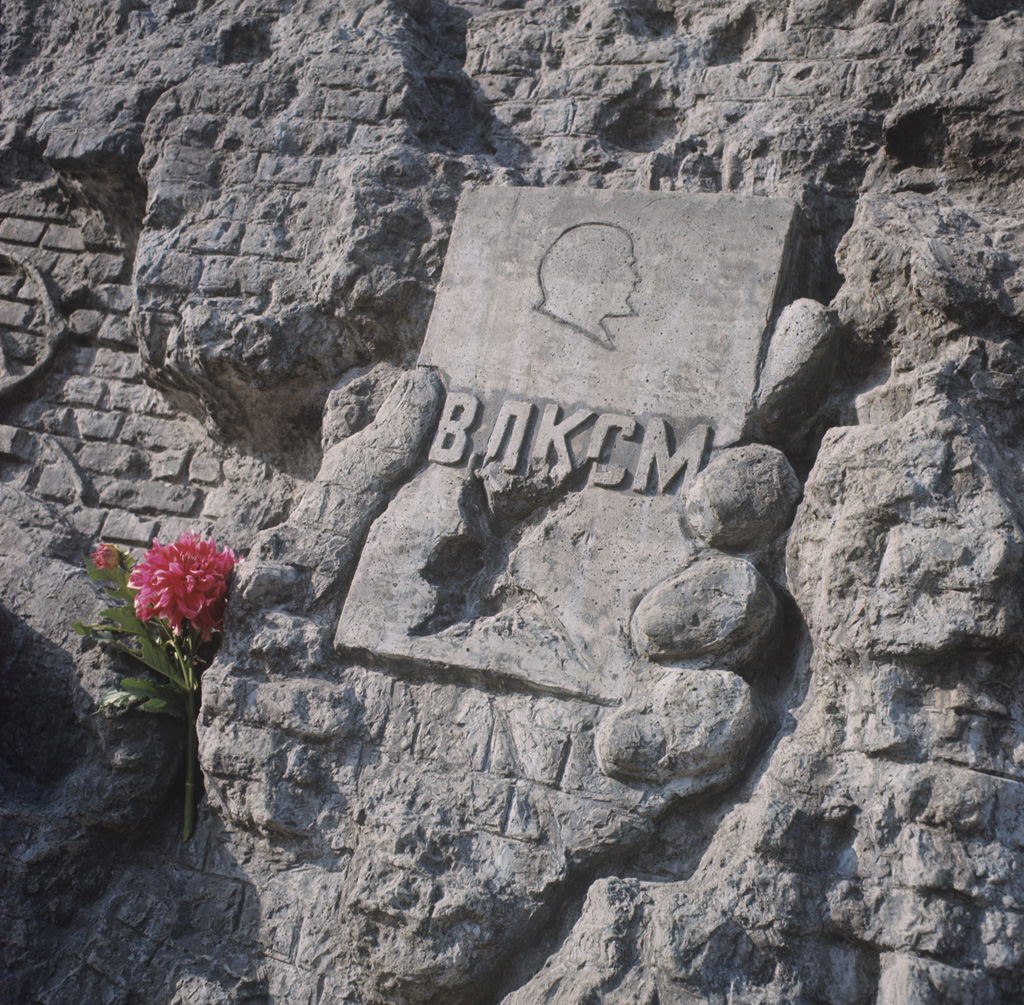
Стіни-руїни (фрагмент)
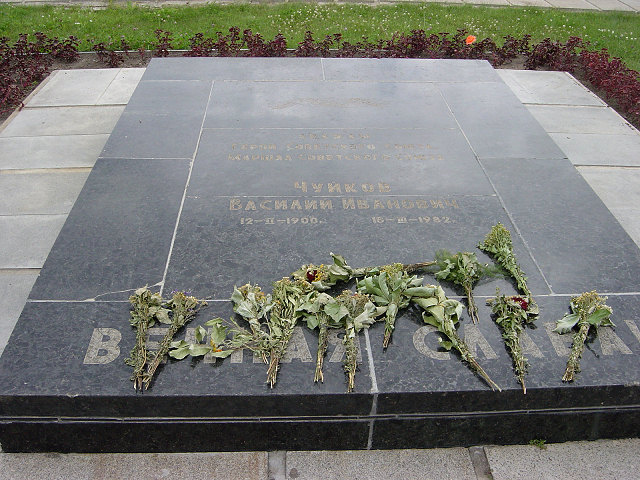
Могила маршала Чуйкова
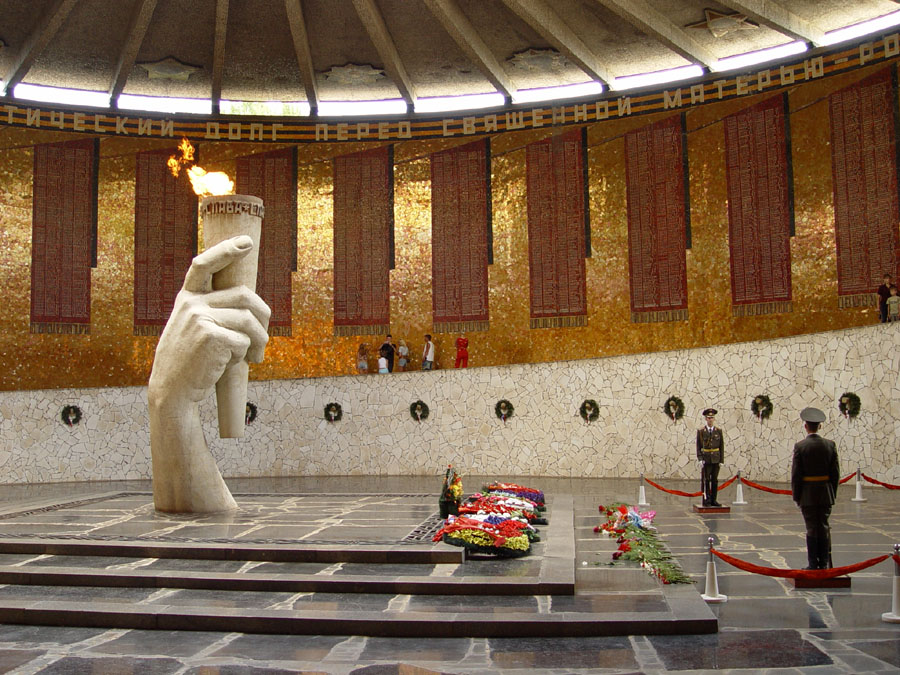
Вічний вогонь
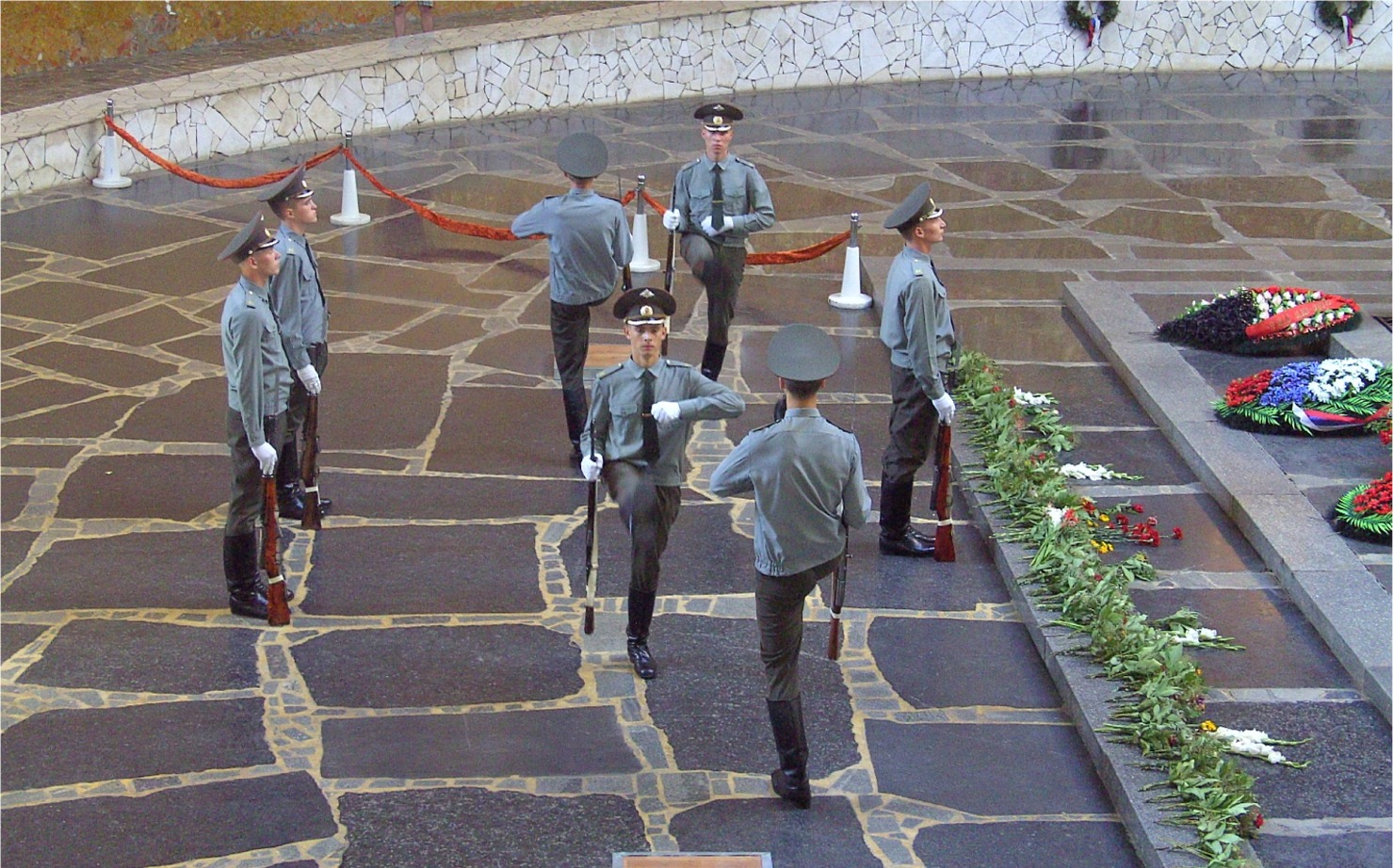
Зміна варти
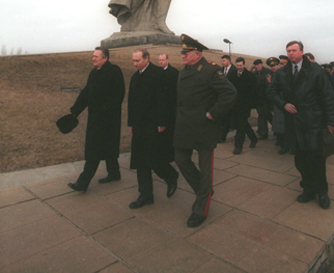
Володимир Путін біля підніжжя монументу
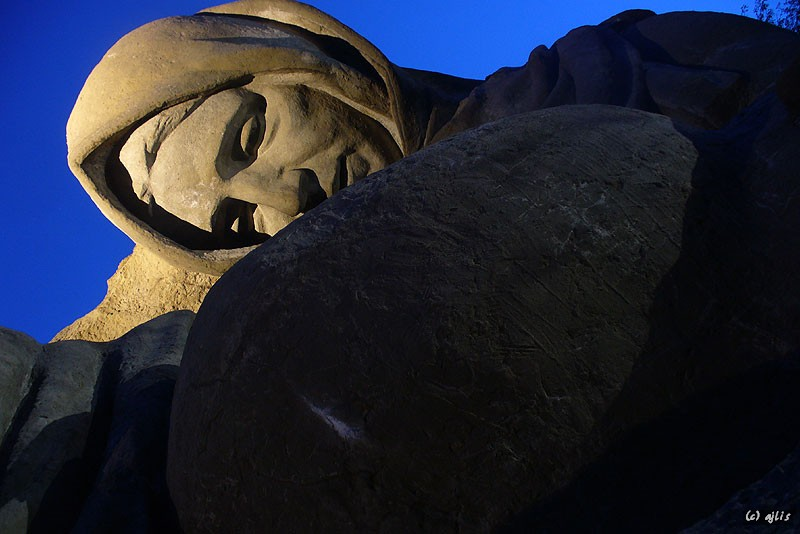
Скорботна мати вночі
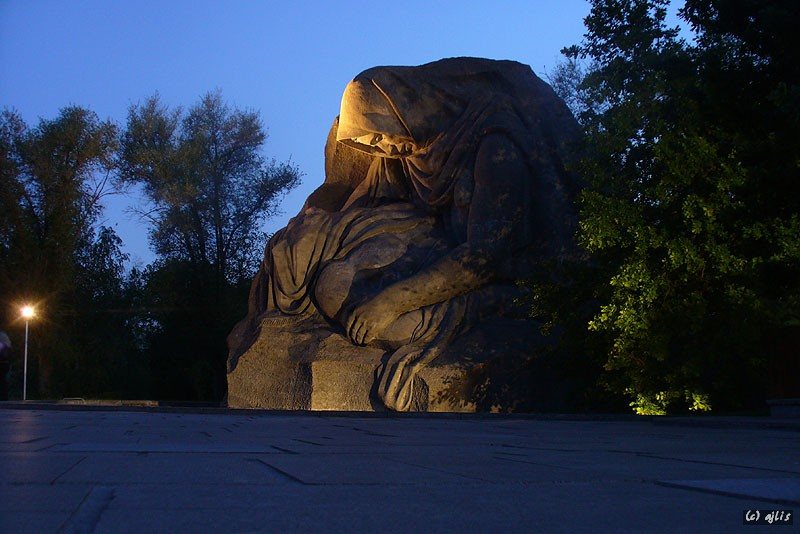
Композиції героям Кургану

## Цікаві факти

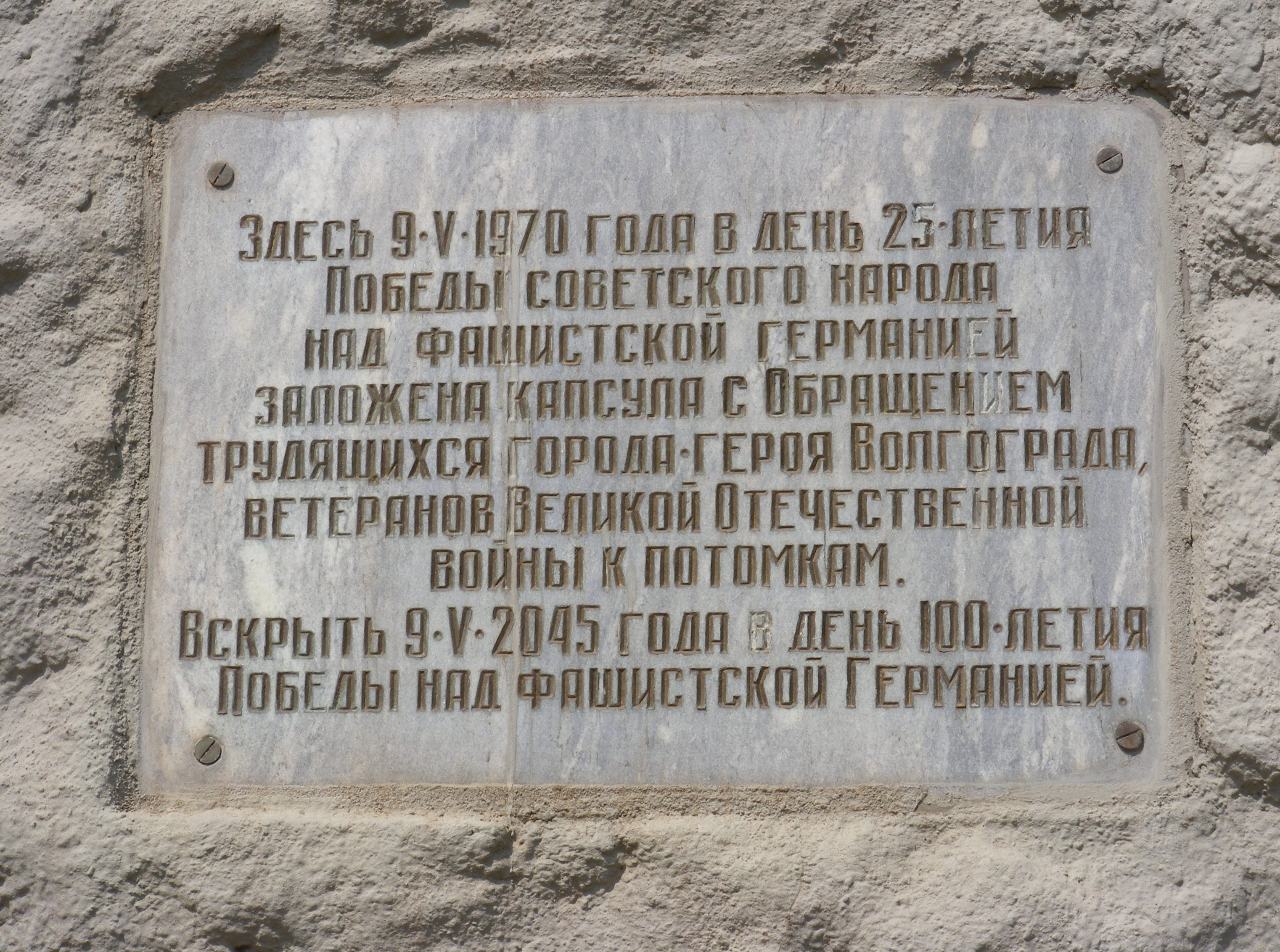
Меморіальна дошка в місці закладання капсули зі зверненням до нащадків

- Біля пам'ятника на Мамаєвому кургані — бійця з автоматом і гранатою і написом на постаменті «Стояти на смерть!» — обличчя маршала Радянського Союзу Василя Івановича Чуйкова[13] — головного військового консультанта меморіалу, похованого на його території.
- 9 травня 2045 року — на Мамаєвому кургані у Волгограді повинна бути розкрита капсула із зверненням учасників війни до нащадків.
- Скульптура «Батьківщина-Мати кличе!», що височіє на Мамаєвому кургані, занесена до Книги рекордів Гіннеса як найбільша (на той момент) скульптура-статуя в світі. Її висота 52 метри, довжина руки — 20 і меча — 29 метрів. Загальна висота скульптури 85 метрів ( [Архівовано 17 лютого 2018 у Wayback Machine.]). Вага скульптури 8 тисяч тонн, а меча — 14 тонн (для порівняння: Статуя Свободи в місті Нью-Йорк має у висоту 46 метрів; статуя Христа-Спасителя в Ріо-де-Жанейро — 38 метрів).
- За приблизними підрахунками, на Мамаєвому кургані поховано не менше 34 тис. вояків[14].
- У Залі військової слави звучить твір Роберта Шумана «Мрії» у виконанні Державної академічної хорової капели ім. Юрлова.
- Архітектор Вучетич розповідав Андрію Сахарову: «Мене питає начальство, навіщо у неї відкритий рот, адже це негарно. Відповідаю: А вона кричить — за Батьківщину… вашу мать!». Пояснення було прийняте.